# Jakob Scheid
Jakob Scheid (* 15. September 1966 in Wien) ist ein österreichischer bildender Künstler, dessen Schwerpunkt auf der Herstellung maschineller Objekte und Installationen liegt.

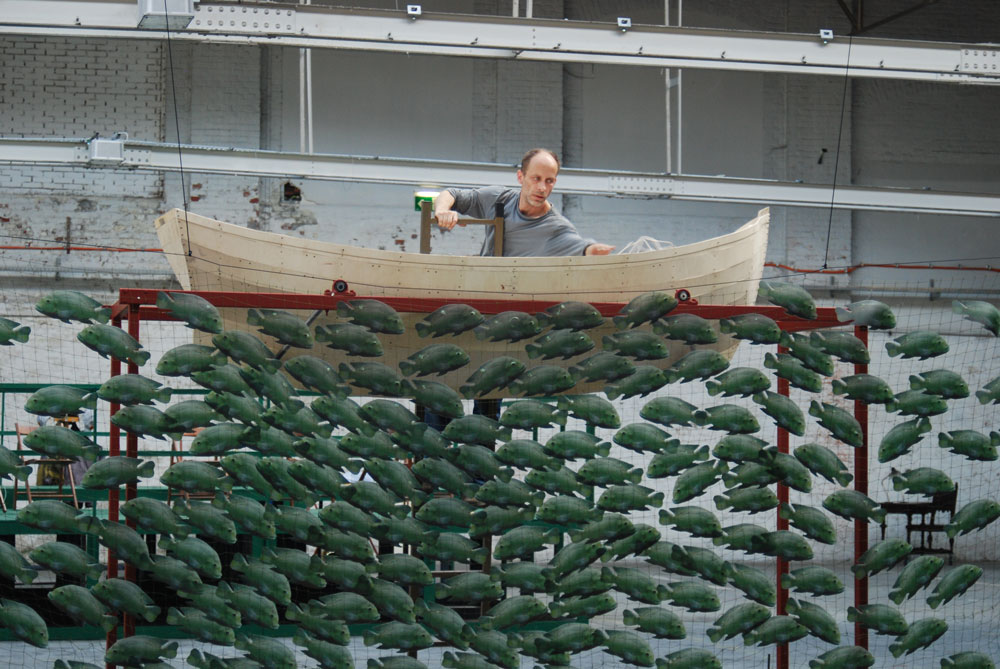
Jakob Scheid beim Bau eines Bühnenbilds, 2011

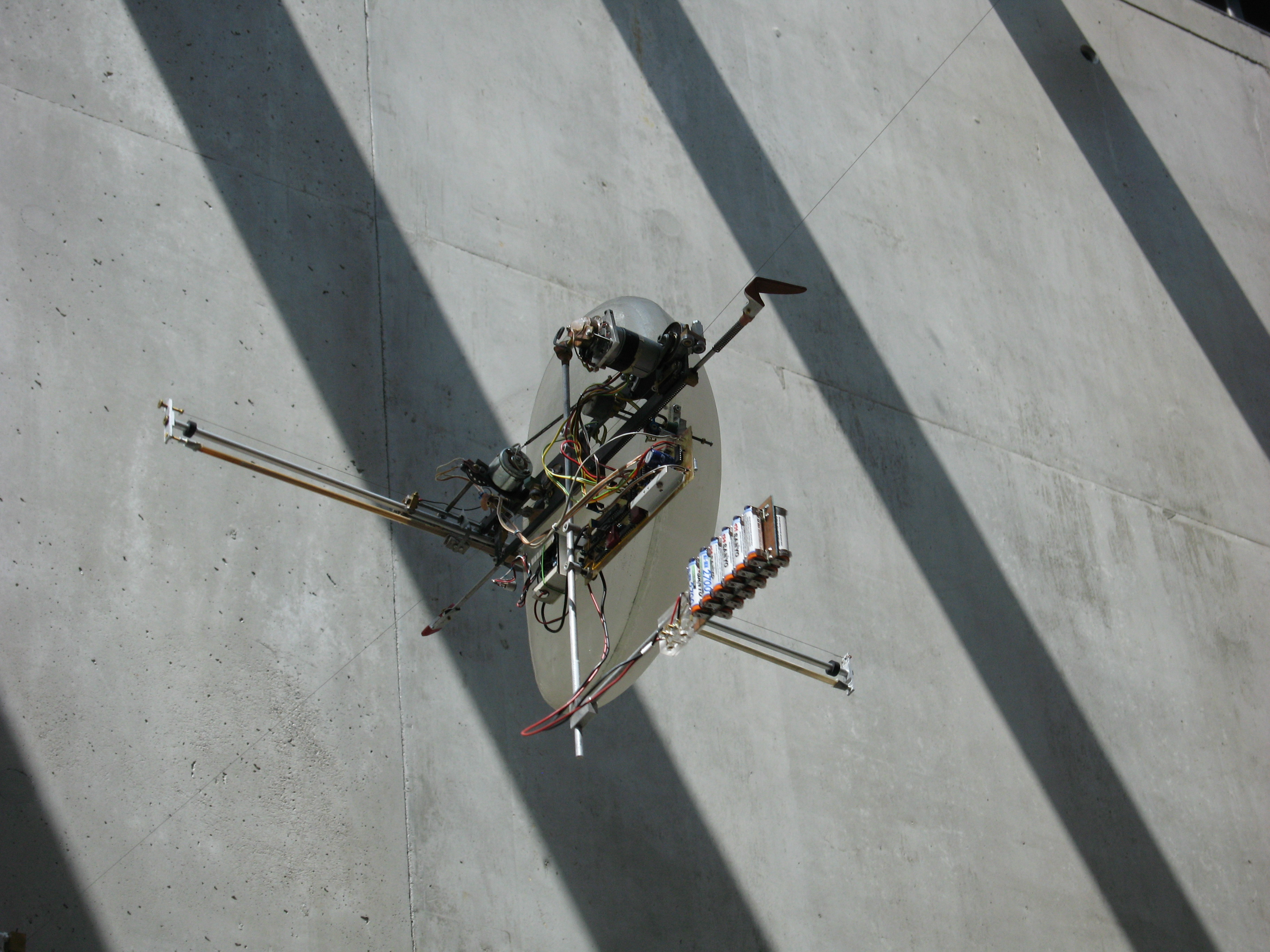
Monochord von Jakob Scheid, Salzburg 2008

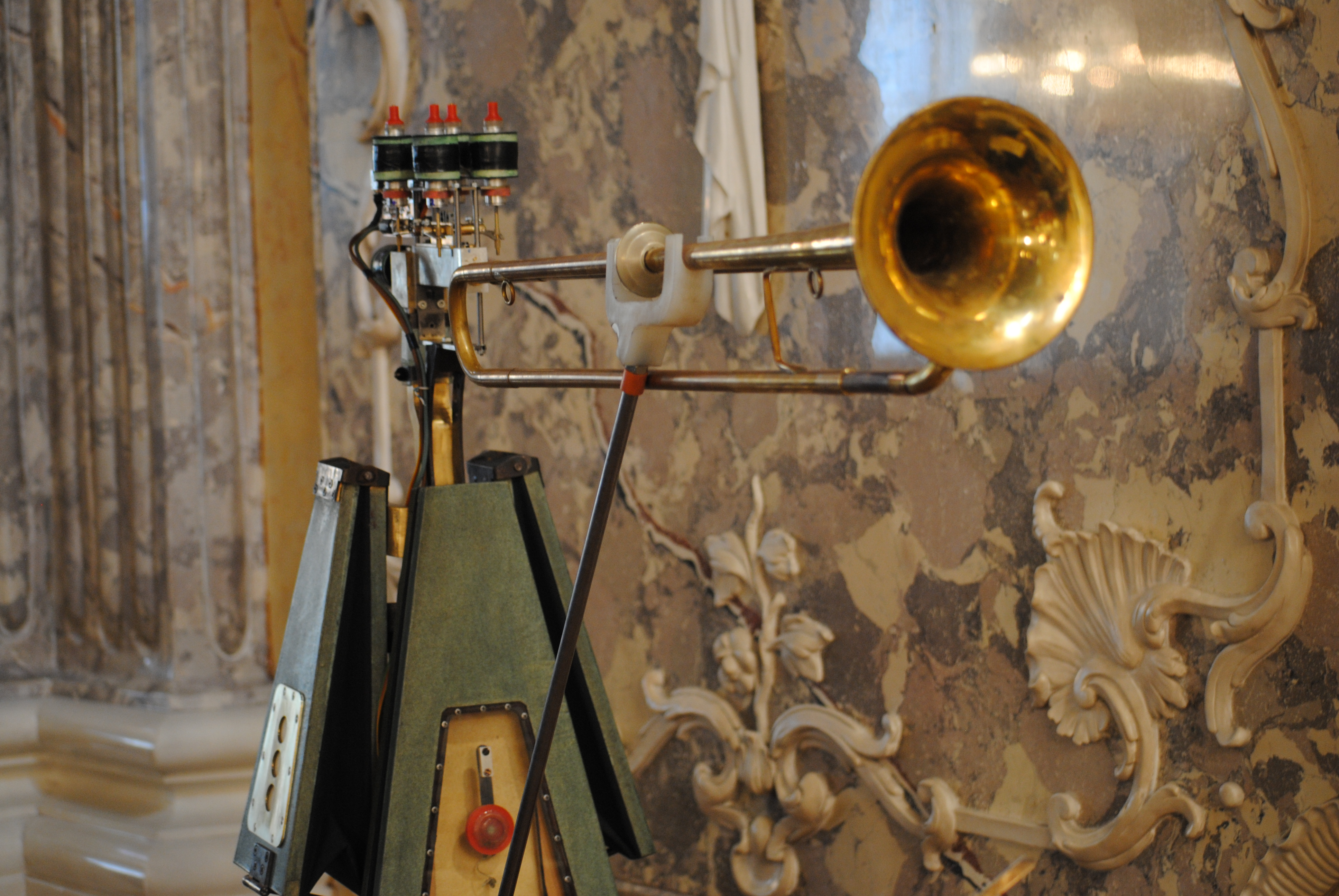
Mechanischer Trompeter, 2015

Scheid ist Mitbegründer des Ateliers für experimentelles Design „Produktgestaltung“ im Wiener WUK, ehemaliger freier Mitarbeiter von Coop Himmelblau und Lehrbeauftragter an der Universität für Angewandte Kunst Wien.
Außerdem ist Jakob Scheid Mitglied des sirene Operntheaters, für das er seit 1998 zahlreiche Bühnenbilder schuf.

## Musikinstallationen
Zu Scheids bekanntesten Werken zählen selbst erfundene Musikinstrumente und Klanginstallationen, in deren Mittelpunkt das Thema des Scheiterns steht: Sie gewinnen ihren ästhetischen Reiz dadurch, dass sie mit hohem technischen Aufwand unbrauchbare, absurde oder „missglückte“ Produkte bzw. Effekte erzeugen. Manche von Scheids Objekten erinnern an Installationen von Jean Tinguely, doch arbeitet Scheid nicht nur mit mechanischen Mitteln, sondern setzt auch Strom, Hydraulik und Computertechnologie in seinen Arbeiten ein.
Eine der größten Klanginstallationen Scheids entstand 1997 im Rahmen des Projekts „Schönberg auf der Baustelle“ im Arnold Schönberg Center unter der Regie von Michael Sturminger. Scheid füllte damals mehrere Räume mit einfachen, selbstgemachten Trompeten aus Kunststoff, die mittels einer zentralen Tastatur ähnlich wie eine Orgel bespielt werden konnten.
Großes Interesse fanden Scheids selbstreferentielle Geigenmaschinen, die unter Titeln wie „musica mecanica / maschinelles Streichquintett“ (Wien, sirene Operntheater, Heiligenkreuzerhof 2007) und „Fünf Monochorde“ (Museum der Moderne Salzburg 2008) ausgestellt wurden. Sie verfügen über eine Horchfunktion und versuchen, zufällig aufgeschnappte Töne nachzuspielen. Aus diesem Bemühen entsteht ein aleatorisches Konzert.

## Nachschöpfungen historischer Musikapparate
- 2004 wurde Scheid beauftragt, ein „moduliertes Klavier“ von Nam June Paik für eine Performance von Olga Neuwirth und Marino Formenti nachzubauen.
- 2006 rekonstruierte Scheid den Schachtürken und die Sprechmaschine von Wolfgang von Kempelen aus dem späten 18. Jahrhundert, wobei er die Mechanik mit modernen Materialien nachbaute und sie – im Gegensatz zum Original – nicht hinter einer anthropomorphen Hülle verbarg.
- 2014 wurde Scheid von einem Team von Wissenschaftlern der Universität Wien und der Österreichischen Akademie der Wissenschaften beauftragt, den mechanischen Trompeter von Johann Nepomuk Mälzel (1807) nachzubauen. Der Trompeter wurde auf sein mechanisches Skelett reduziert, entspricht aber in der Technik der Klangerzeugung  dem Original. Im März 2015 wurde er anlässlich der 650 Jahr-Feiern der Universität Wien  einem größeren Publikum im Rahmen einer Konzertveranstaltung vorgestellt und spielte Märsche und Militärsignale aus der napoleonischen Zeit. Das Konzert fand im Festsaal der Akademie der Wissenschaften in Wien statt, wo auch der originale Trompeter in einem von Ludwig van Beethoven geleiteten Konzert  aufgetreten war.